# Horisme chinensis
Horisme chinensis là một loài bướm đêm trong họ Geometridae.